# Het dorp (lied)
Het dorp is een lied gezongen door Wim Sonneveld. De tekst van Het dorp is geschreven op de melodie van La montagne van Jean Ferrat.

## Ontstaan
De Nederlandse tekst is geschreven in 1965 door Friso Wiegersma (onder het pseudoniem Hugo Verhage), de partner van Sonneveld. Het arrangement is van Bert Paige, die ook leiding gaf aan het orkest.
Sonneveld zingt emotioneel over Wiegersma's "dorp" bij het weerzien van het door de vooruitgang gehavende Deurne. De inspiratie voor de eerste regel uit het lied: Thuis heb ik nog een ansichtkaart... kwam uit een ansichtkaart van het marktplein in Deurne die Wiegersma had, waarop enkel de kerk en de kroeg te zien waren. De regel, En langs het tuinpad van mijn vader, verwijst naar het pad naast het ouderlijk huis van Wiegersma, het tegenwoordige gemeentemuseum De Wieger aan de Oude Liesselseweg in Deurne. Dit pad kreeg op 14 oktober 2008 de officiële naam Het tuinpad van mijn vader. De onthulling van het straatnaambord vond plaats door Wiegersma's echtgenoot Hans van der Woude, Wiegersma's jongste broer Sjoerd Wiegersma en de Deurnese wethouder Nicole Lemlijn.
Het lied vormde de inspiratiebron voor het Tuinpadfestival in Deurne in 2018.

## Hitnotering
Het dorp werd in de uitvoering van Sonneveld vijfmaal op single uitgebracht, waarvan de middelste keer in mei 1974, vlak na de dood van de cabaretier. Dat was ook de enige keer dat het plaatje de Top 40 wist te halen (de Daverende 30 werd niet gehaald). Het werd wel van jaar tot jaar verkozen tot opname in de Top 2000.
De vijf versies:
- in 1970 verscheen het onder Philips 6012019 met als B-kant het lied Wat moet ik doen zonder jou; een cover van Where can I go without you van Peggy Lee en Victor Young; ook met een tekst van Friso Wiegersma
- in 1972 verscheen het onder Philips 6012260 met als B-kant Deze vrouw; een lied van Sonneveld en Wiegersma
- in 1974 verscheen dan de “hitversie” onder Philips 612433, met als B-kant Zo heerlijk rustig; een cover van La chansonnette van Philippe Gérard en Jean Dréjac, ooit vertolkt door Yves Montand (1961)
- in 1978 werd het uitgegeven door spaarbank Raiffeisenkas; het was toen gekoppeld aan het lied Het dorp van Zjef Vanuytsel, een eigen werk met arrangeur Frans Jeven; de single werd uitgebracht onder de titel Mijn dorp van toen.[4]
- in 1981 verscheen het opnieuw bij Philips 6017268, met als B-kant Aan de Amsterdamse grachten

### Nederlandse Top 40
| "Het dorp" in de Nederlandse Top 40 - binnen 18-05-1974 | "Het dorp" in de Nederlandse Top 40 - binnen 18-05-1974 | "Het dorp" in de Nederlandse Top 40 - binnen 18-05-1974 | "Het dorp" in de Nederlandse Top 40 - binnen 18-05-1974 | "Het dorp" in de Nederlandse Top 40 - binnen 18-05-1974 | "Het dorp" in de Nederlandse Top 40 - binnen 18-05-1974 | "Het dorp" in de Nederlandse Top 40 - binnen 18-05-1974 |
| Week                                                    | 1                                                       | 2                                                       | 3                                                       | 4                                                       | 5                                                       |                                                         |
| ------------------------------------------------------- | ------------------------------------------------------- | ------------------------------------------------------- | ------------------------------------------------------- | ------------------------------------------------------- | ------------------------------------------------------- | ------------------------------------------------------- |
| Nummer                                                  | 37                                                      | 32                                                      | 33                                                      | 27                                                      | 34                                                      | uit                                                     |

### NPO Radio 2 Top 2000
| Nummer met noteringen in de NPO Radio 2 Top 2000 | '99 | '00 | '01 | '02 | '03 | '04 | '05 | '06 | '07 | '08 | '09 | '10 | '11 | '12 | '13 | '14 | '15 | '16 | '17 | '18 | '19 | '20 | '21 | '22 | '23 | '24 |
| ------------------------------------------------ | --- | --- | --- | --- | --- | --- | --- | --- | --- | --- | --- | --- | --- | --- | --- | --- | --- | --- | --- | --- | --- | --- | --- | --- | --- | --- |
| Het dorp                                         | 36  | 32  | 39  | 38  | 48  | 47  | 44  | 29  | 53  | 42  | 40  | 40  | 57  | 69  | 36  | 39  | 45  | 55  | 62  | 64  | 25  | 47  | 54  | 56  | 55  | 57  |

1. ↑  Een vetgedrukt getal geeft de hoogste notering aan.

### Evergreen Top 1000
Het Dorp stond 15 keer in de top 10, het enige lied dat die prestatie leverde.
| Evergreen Top 1000 "Het dorp" | Evergreen Top 1000 "Het dorp" | Evergreen Top 1000 "Het dorp" | Evergreen Top 1000 "Het dorp" | Evergreen Top 1000 "Het dorp" | Evergreen Top 1000 "Het dorp" | Evergreen Top 1000 "Het dorp" | Evergreen Top 1000 "Het dorp" | Evergreen Top 1000 "Het dorp" | Evergreen Top 1000 "Het dorp" | Evergreen Top 1000 "Het dorp" | Evergreen Top 1000 "Het dorp" | Evergreen Top 1000 "Het dorp" | Evergreen Top 1000 "Het dorp" | Evergreen Top 1000 "Het dorp" | Evergreen Top 1000 "Het dorp" | Evergreen Top 1000 "Het dorp" |
| Jaar                          | 2008                          | 2009                          | 2010                          | 2011                          | 2012                          | 2013                          | 2014                          | 2015                          | 2016                          | 2017                          | 2018                          | 2019                          | 2020                          | 2021                          | 2022                          | 2023                          |
| ----------------------------- | ----------------------------- | ----------------------------- | ----------------------------- | ----------------------------- | ----------------------------- | ----------------------------- | ----------------------------- | ----------------------------- | ----------------------------- | ----------------------------- | ----------------------------- | ----------------------------- | ----------------------------- | ----------------------------- | ----------------------------- | ----------------------------- |
| Positie                       | 388                           | 1                             | 2                             | 2                             | 3                             | 1                             | 1                             | 1                             | 1                             | 1                             | 1                             | 1                             | 2                             | 2                             | 1                             | 1                             |

In 2008 stond het nummer op de eerste plek van de Top 100 van het Nederlandse Lied, uitgezonden op Radio 5.

## Andere versies
Alhoewel het dus geen grote hit werd van Sonneveld zoals Katootje en De kat van ome Willem, groeide het uit tot een van de populairste Nederlandse liedjes en werd het gecoverd door onder meer de volgende artiesten:
- Rob de Nijs
- Frans Bauer
- Willem Nijholt
- Dana Winner
- Marleen van der Loo in het televisieprogramma Op zoek naar Evita.
- Guus Meeuwis kwam met dit lied in de finale bij De vrienden van Amstel zingen kroonjuwelen.
- André van Duin nam het op voor zijn reeks And're André-albums en in 2016 voor Van Duin zingt Sonneveld.
- Karin Bloemen bracht het nummer op 29 mei 1999 op de markt en in die versie behaalde het de 86e positie in de Mega Top 100. Bloemen en Van Duin zongen het nummer als duet tijdens de benefietuitzending voor Haïti in januari 2010.
- De Vliegende Panters staken het lied in een r&b-arrangement.
- Anneke van Giersbergen bracht in 2016 een versie van het nummer uit, samen met de IJslandse groep Árstíðir, op het album Verloren Verleden.
- Zangeres Maan vertolkte het in De Wereld Draait Door als onderdeel van de rubriek Songs in the Key of Life.
- In 2019 werd het nummer in het programma Het mooiste liedje door Jan Dulles ten gehore gebracht.
- In het programma Klassiekers met Kleinsma uit 2021 zong Jörgen Raymann een Nederlands/Surinaamse versie van het lied.
- Op het album ‘Lapjeskat’ zong Boris van der Ham een groovie versie van het nummer.

### In overige talen
Het nostalgische lied dat zo sterk het gevoel "vroeger was het beter" onder woorden bracht op een aansprekende melodie, spoorde andere artiesten ertoe aan er hun eigen versie van te maken. Zo vertaalden Katinka Polderman en Laurens Joensen het in 2012 in het Zeeuws als Ons durp en bracht Friedrich Hlawatsch er in 2013 op het album Niederlieder een Duitse versie ("Das Dorf") van uit. Rudi Carrell kwam in 1975 al met Mein Dorf. Petra Pascal maakte ook een Duitse versie, onder de titel Wie schön ist doch mein Dorf gewesen. In 2014 vertaalde Anneke Douma het nummer in het Fries, onder de titel It doarp. Elske DeWall bracht in 2021 ook een Friese versie (t Nije Doarp) uit als titelsong van de film Kameleon aan de Ketting.
Parodieën en variaties op het nummer werden uitgebracht door Ali Osram, Gèr Gedoan (De Hei m'n dorp) en het satirische televisieprogramma Kopspijkers. Zo veranderde Gèr Gedoan de regel En langs het tuinpad van mijn vader zag ik de hoge bomen staan in En langs het tuinpad van de zusters ligt nou de Willem Wijnenlaan, verwijzend naar het zusterklooster in de Sint-Jozefparochie en het daarnaast gelegen pad.